# Théâtre La Licorne
El Théâtre La Licorne és una sala d'espectacles situada en el núm. 4.559 del carrer Papineau de Mont-real, (Quebec). La companyia que la porta és Le Théâtre de la Manufacture.